# ميشيل هاس
ميشيل هاس (بالفرنسية: Michel Haas)‏ هو كاتب فرنسي، ولد في 1952.